# Desembarco del Granma nationalpark
Desembarco del Granma nationalpark är en nationalpark och ett världsarvsområde som ligger i provinsen Granma på Kuba. 
Området utsågs till världsarv av Unesco år 1999 och omfattar både landmiljöer och havsmiljöer. Särskilt uppmärksammat är Desembarco del Granma för de pågående karstbildningarna i området.
Landdelen av nationalparken utgörs av de västra delarna av Sierra Maestras bergsmassiv och är därför till stora delar mycket kuperat. Klimatet är varmt och fuktigt året runt och medeltemperaturen ligger på cirka 26 grader. Floran och faunan är ännu inte så väl utforskad, men av de däggdjur och fåglar som man hittills observerat är runt 23 procent endemiska för Kuba. För reptilerna är samma siffra 90,9 procent och för groddjuren 87,5 procent.
Havsmiljöerna i det skyddade området har också ett biologiskt rikt liv och utanför kusten finns både korallrev och sandiga bottnar, med många olika arter av fiskar, mollusker och marina evertebrater, liksom fyra arter av havssköldpaddor. Särskilt uppmärksammade är de unika ekosystem som bildats i sprickor och håligheter i karsten. Liksom på land finns det i havet arter som är endemiska för vattnen kring de västindiska öarna.